# Jagdgeschwader 400
Jagdgeschwader 400 (dobesedno slovensko: Lovski polk 400; kratica JG 400) je bil lovski letalski polk (Geschwader) v sestavi nemške Luftwaffe med drugo svetovno vojno.

## Organizacija
- štab
- I. skupina
- II. skupina
- III. skupina

## Vodstvo polka
Poveljniki polka (Geschwaderkommodore)
- Major Wolfgang Späte: 1. februar 1944 - marec 1945